# Musée de Cambrai
Le musée de Cambrai, créé en 1847, est un musée important du Nord de la France et le principal musée généraliste du Cambrésis. Il s'installe en 1893 dans l'hôtel de Francqueville datant de 1720 et rénové et agrandi en 1994.
Il comporte des sections consacrées à l'archéologie, au patrimoine local et aux arts (Beaux-arts,, arts modernes et arts contemporains). Parmi les collections archéologiques, on note particulièrement une section d'ostéo-archéologie unique en France. De grands noms d' l'histoire de l'art sont présents au Musée de Cambrai (Auguste Rodin, Camille Claudel, James Tissot, Henri Matisse...) et le musée possède une très importante collection d'abstraction géométrique.

## L'hôtel de Francqueville
Jean-Baptiste de Francqueville, seigneur de Bourlon, se fait bâtir entre avril 1719 et décembre 1720, un hôtel à la mode parisienne, entre cour et jardin. L'usage de la mode française s'explique par la qualité de conseiller secrétaire du roi de Jean-Baptiste de Francqueville dans un territoire nouvellement rattaché à la France. Cet hôtel particulier se trouve dans une rue possédant plusieurs hôtels particuliers anciens.
Le portail est orné d'éléments sculptés typiques du style décoratif de la fin du règne de Louis XIV et de la Régence, s'ouvre sur une large arcade aux motifs végétaux en bas-reliefs. Ce portail contraste avec la simplicité du corps de logis principal possédant trois niveaux et jouant sur une alternance de briques et de calcaire, sur le modèle de l'architecture classique française. L'entrée ancienne se faisait historiquement par le spacieux vestibule d'entrée abritant l'escalier d'honneur qui mène aux salons tournés vers le jardin.
L'hôtel est touché par l'histoire de Cambrai. En 1816, il est réquisitionné par l'armée anglaise pour loger le Duc de Wellington. L'hôtel particulier est restauré à la fin du XIXe siècle, dans un style éclectique, visible actuellement dans les salons du rez-de-chaussée.
Lorsque le riche industriel Auguste Legrand lègue son hôtel particulier à la ville de Cambrai en 1888 pour y présenter les collections du musée municipal, les pièces d’habitation sont appropriées à cette fonction et un grand salon en brique est créé pour les grands formats. En 1990, deux ailes modernes sont rajoutées à l'hôtel pour accueillir étendre les espaces du musée (réserves, ateliers...).

## Histoire du Musée

### Le Musée de Cambrai au XIXe siècle
Le noyau de la collection du Musée de Cambrai est formé à la Révolution française à partir des saisis révolutionnaires. Ces œuvres sont réunies dans l'actuelle église Saint Géry et forme le "musée national du district de Cambrai". Le premier responsable de cette collection est Pierre-Joseph Houillon. En 1802, le retour du culte oblige à la dispersion de la collection dans plusieurs bâtiments de la ville. Dès 1802 et jusqu'en 1832, la salle de la bibliothèque, ancienne chapelle de l'hôpital saint Jean, est utilisée pour présenter des collections de numismatique et d'histoire naturelle. 
À partir de 1826, des expositions temporaires sont organisées dans l'Hôtel de ville par la société des amis des arts. Celle de 1844 est organisée uniquement à partir d'œuvres appartenant à des cambrésiens. Cette dernière encouragera à la naissance d'un musée à Cambrai. En 1838 et en 1841, la société d'émulation de Cambrai écrit à la municipalité pour réclamer un meilleur lieu de conservation pour les collections municipales.
Le 14 avril 1846, une commission est réunie par le maire de Cambrai, M. Lenglet, dans le but de préparer la création d'un musée. Le musée est créé, dans la salle des Halles, en 1846 pour présenter au public les vestiges des saisies révolutionnaires faites dans la vieille ville épiscopale qu’est Cambrai. Il s'enrichit rapidement d'achats, de dons, dont ceux de la société d'émulation de Cambrai et de dépôts de l'État. Entre autres, le musée de Cambrai reçoit en dépôt quarante-trois pièces de céramiques grecques et étrusques de la collection Campana en 1863. Ce premier musée, consacré principalement aux Beaux-arts devient vite trop petit.
Pendant quelques années, à la suite de la révolution de 1848, le musée est fermé, la moitié de son espace d'exposition étant utilisé comme salle de garde. En 1865 les collections sont transférées dans la chapelle et le réfectoire des religieuses de l’ancien hôpital Saint-Julien et sont confiées à Achille Durieux,. Les collections de Beaux-arts s’enrichissent régulièrement. L’art contemporain tient une place prépondérante. Entre 1860 et 1870, le musée s'ouvre à l'histoire régionale (archéologie et lapidaire).
L’accroissement considérable des collections détermine le transfert en 1893, dans l’un des plus beaux hôtels particuliers construits au XVIIIe siècle à Cambrai, l’hôtel de Francqueville, que l’industriel Auguste Legrand vient de léguer à la ville. Le nouveau musée, aménagé par l’architecte Veret, est inauguré au printemps 1893. Le transfert du musée dans l’hôtel de Francqueville a entraîné de nouveaux dépôts de l’État et une série de dons. Le plus important est celui d’Ernest Delloye qui fait don de l’ancienne collection de Louis Belmas qui lui avait été confiée (environ deux cents objets : bronzes, objets d’art, porcelaines, bijoux, peintures…) et sa propre collection constituée d’un ensemble considérable de documents et objets concernant l’histoire de Cambrai.

### Le Musée de Cambrai au XXe siècle
Pendant la Première Guerre mondiale, le bâtiment est partiellement endommagé et le musée perd une bonne partie de ses collections. Pendant ce conflit, une partie des collections est mise en sécurité à Valenciennes, puis, à partir d'octobre 1918 à Bruxelles. En effet, en mars 1918, une bombe avait éventré le toit et les planchers du premier étage et lézardé les murs. Plus de deux-cents oeuvres sont détruites. En 1924, une partie du musée seulement peut être rouverte. La totalité du musée est rouverte le 14 mai 1933. Ayant participé au projet "Œuvres disparues en temps de guerre dans les musées des Hauts-de-France", le musée a publié des notices de ses oeuvres disparues.
Le principal responsable du musée entre les deux guerres est Georges Maroniez. Celui-ci réorganise le musée, développe une politique d'acquisition importante... Le contenu du musée est complètement évacué dans un but de sauvegarde à la suite de la déclaration de la Seconde Guerre mondiale. Le musée est rouvert en deux temps : la première en août 1946, la seconde un an plus tard.

Après une période de déclin, le musée est restauré et agrandi entre 1989 et 1994 par les architectes Jean-François Bodin et Thierry Germe. Le musée de Cambrai intègre, depuis sa restauration, une architecture résolument contemporaine. Le musée connait une évolution dans les années 2000 avec les deux grandes collections d'abstraction géométrique données par André le Bozec et Eva-Maria Fruhtrunk. Ces donations donne une forte dimension contemporaine au musée de Cambrai. 

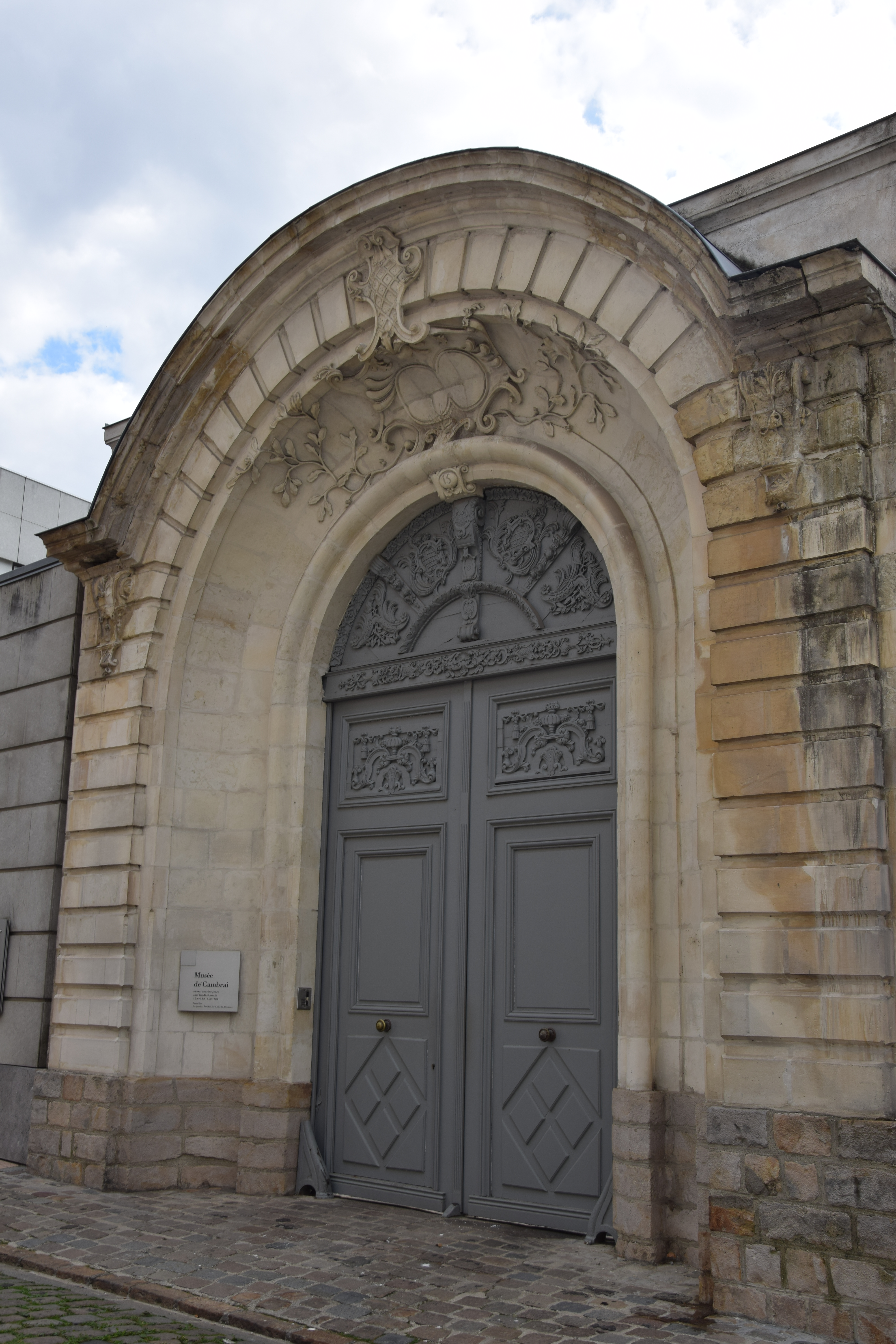
Porche du Musée, XVIIIe siècle
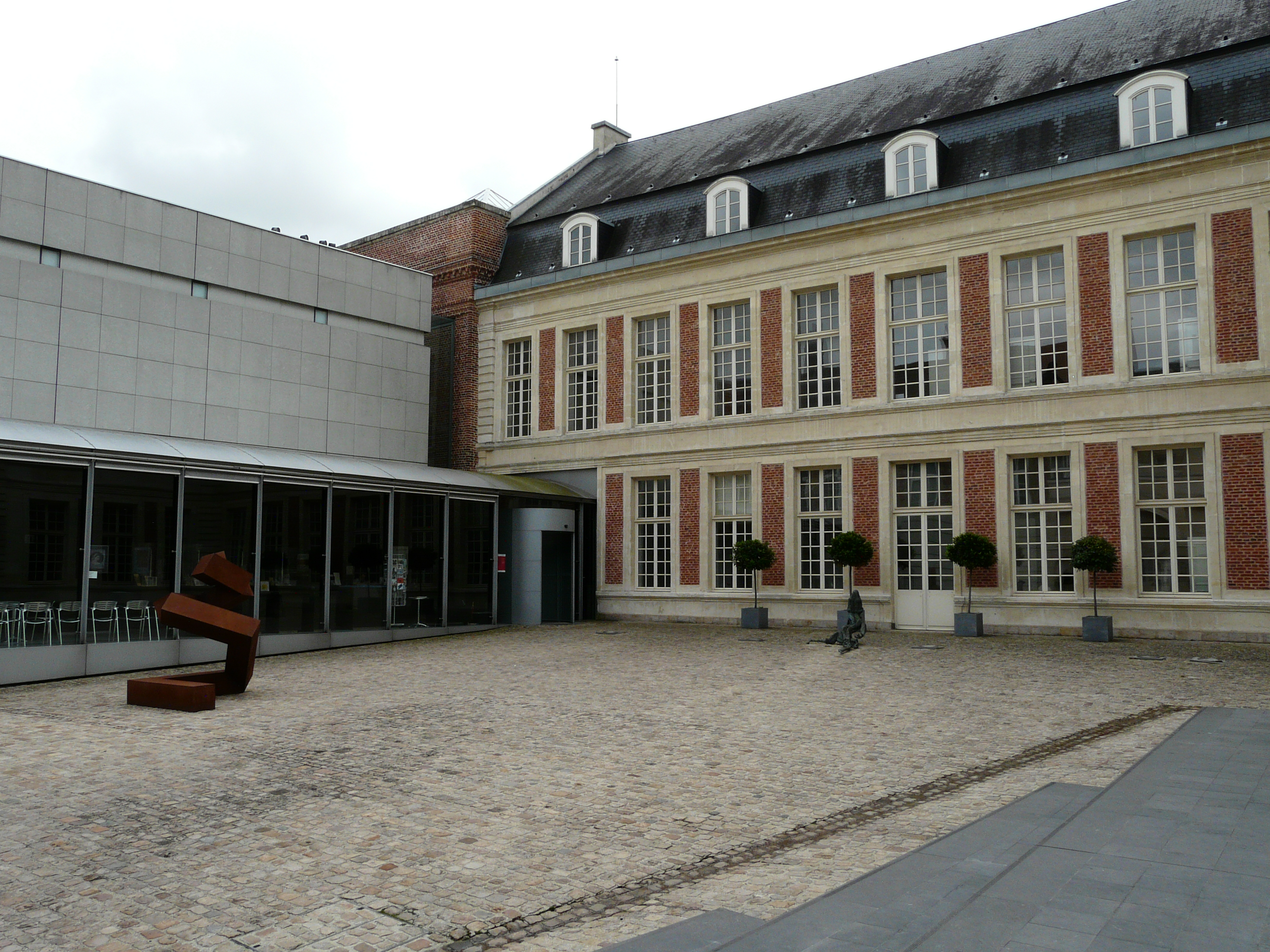
Hôtel de Francqueville et architecture moderne
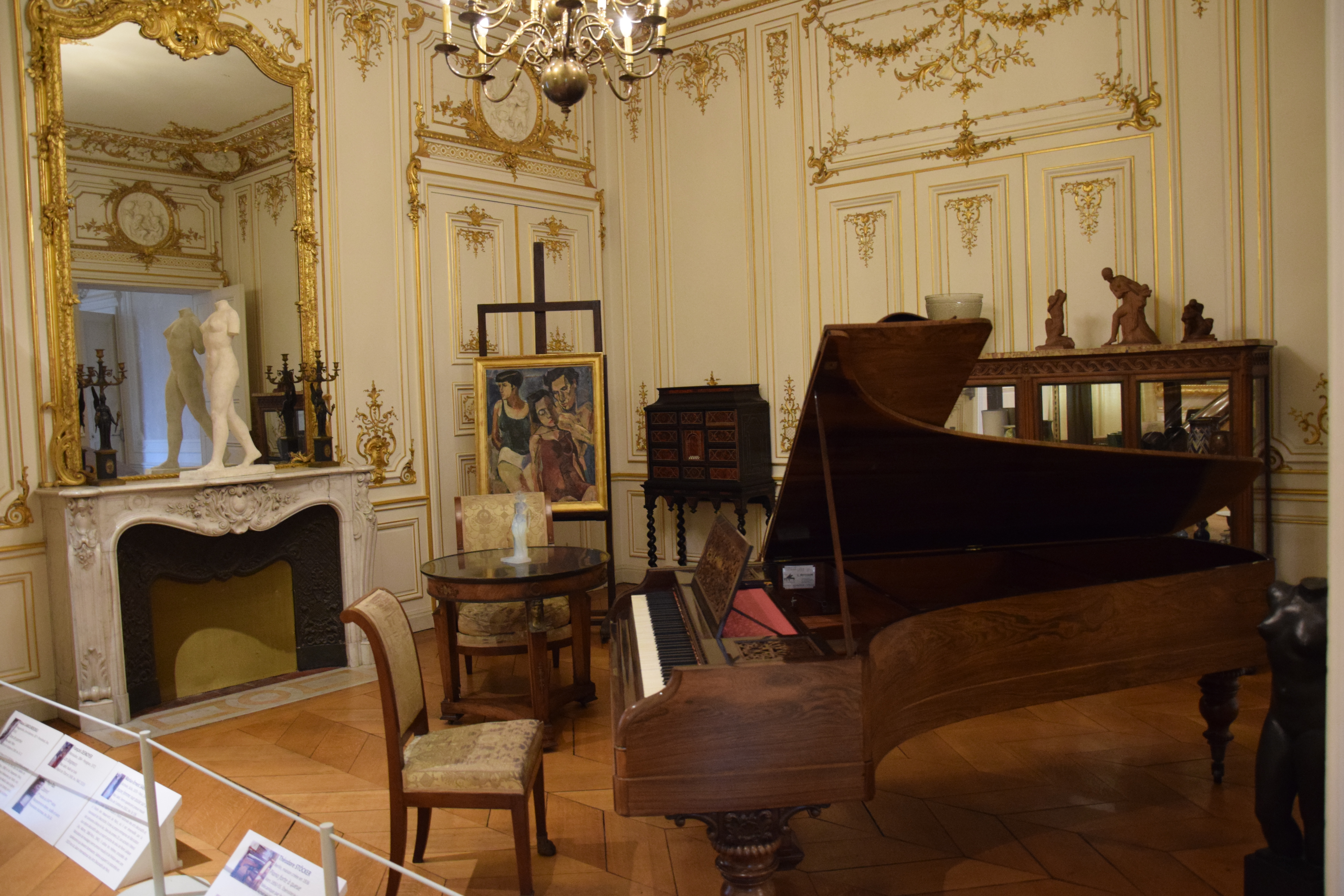
Intérieur de l'hôtel particulier
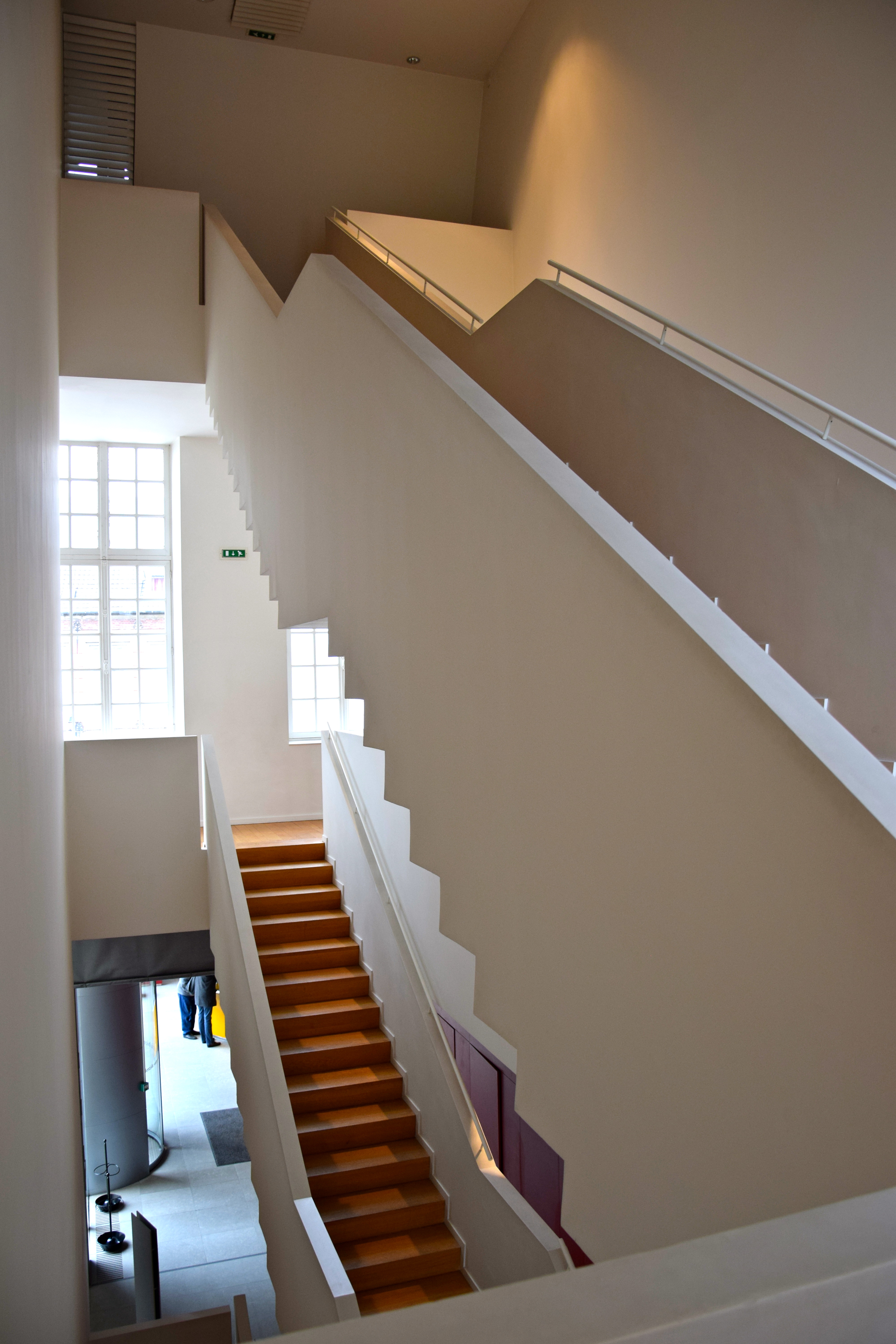
Architecture moderne, fin XXe siècle
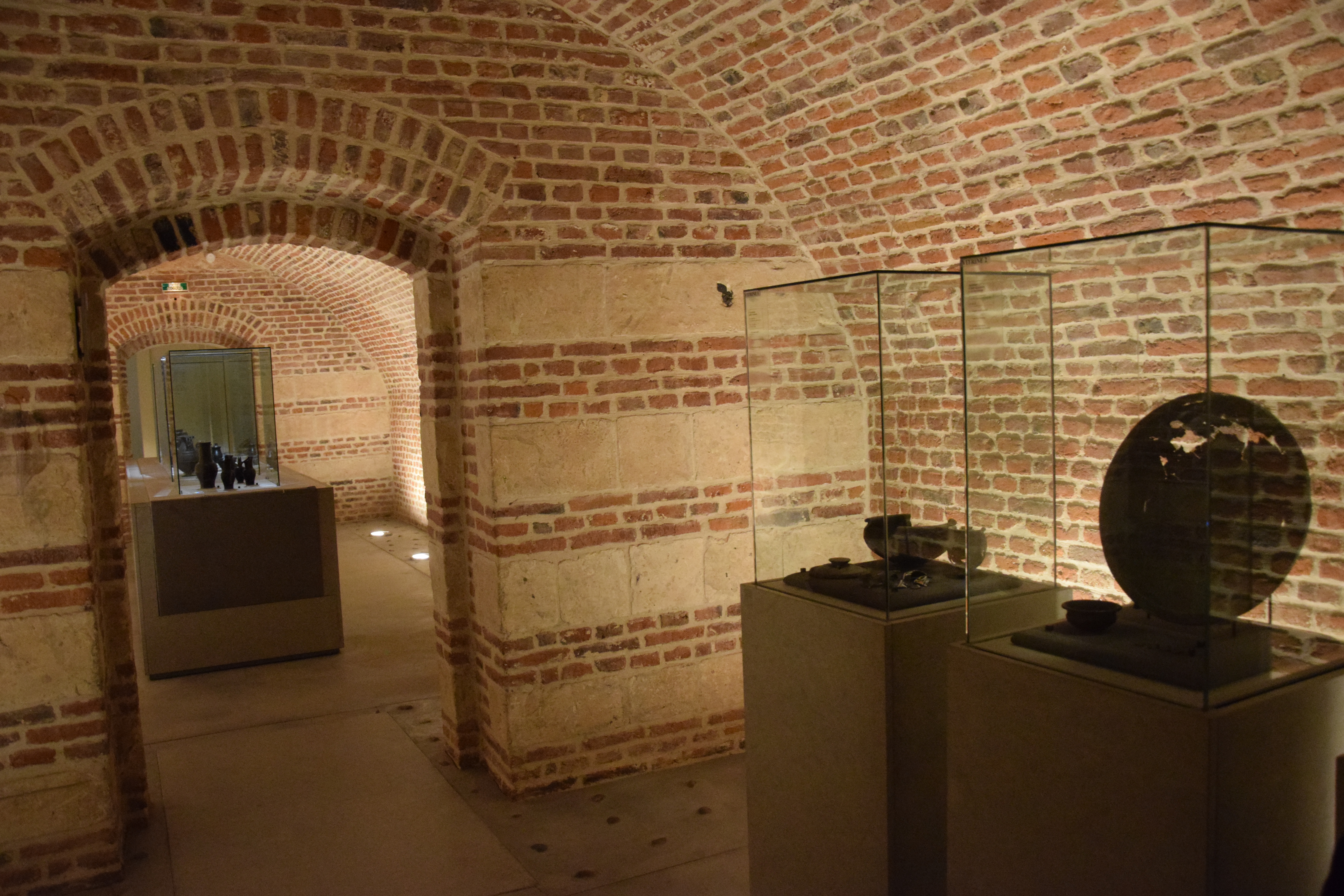
Sous-sol de l'hôtel particulier

### Conservateurs-directeurs
| Date de prise de fonction | Date de départ | Conservateur     |
| ------------------------- | -------------- | ---------------- |
| 1884                      | 1892           | Achille Durieux  |
| 1892                      | 1898           | Édouard Gautier  |
| 1898                      | 1917           | Émile Mussault   |
| 1919                      | 1921           | Jules Renaut     |
| 1921                      | 1928           | Georges Leboyer  |
| 1927                      | 1933           | Georges Maroniez |
| 1934                      | 1952           | Ernest Gaillard  |
| 1952                      | 1962           | Gérard Bayle     |
| 1964                      | 1987           | Michel Bouvy     |
| 1987                      | 2001           | Françoise Magny  |
| 2001                      | 2010           | Véronique Burnod |
| 2011                      | 2014           | Maël Bellec      |
| 2014                      | 2022           | Alice Cornier    |
| 2023                      |                | Franck de Frias  |

## Parcours d'exposition
Le musée comporte trois départements : 

### Départementarchéologique[15].
Dans les deux niveaux en sous sol de l'hôtel particulier sont présentées des collections archéologiques. Une grande importance est donnée aux collections locales, notamment aux collections de l'époque mérovingienne particulièrement riche en raison des fouilles des Rues des Vignes. Celles-ci permettent de présenter l'histoire de l'occupation du Cambrésis.
Le musée possède aussi deux ensembles sortant de cette archéologie locale. Le premier est un ensemble de pièces étrusques, dont un sarcophage, provenant de la collection Campana. Le second est une section d'ostéoarchéologie, unique en France, permettant de présenter les indices transmis par les corps humains pour mieux comprendre la vie de ces personnes et leur environnement.

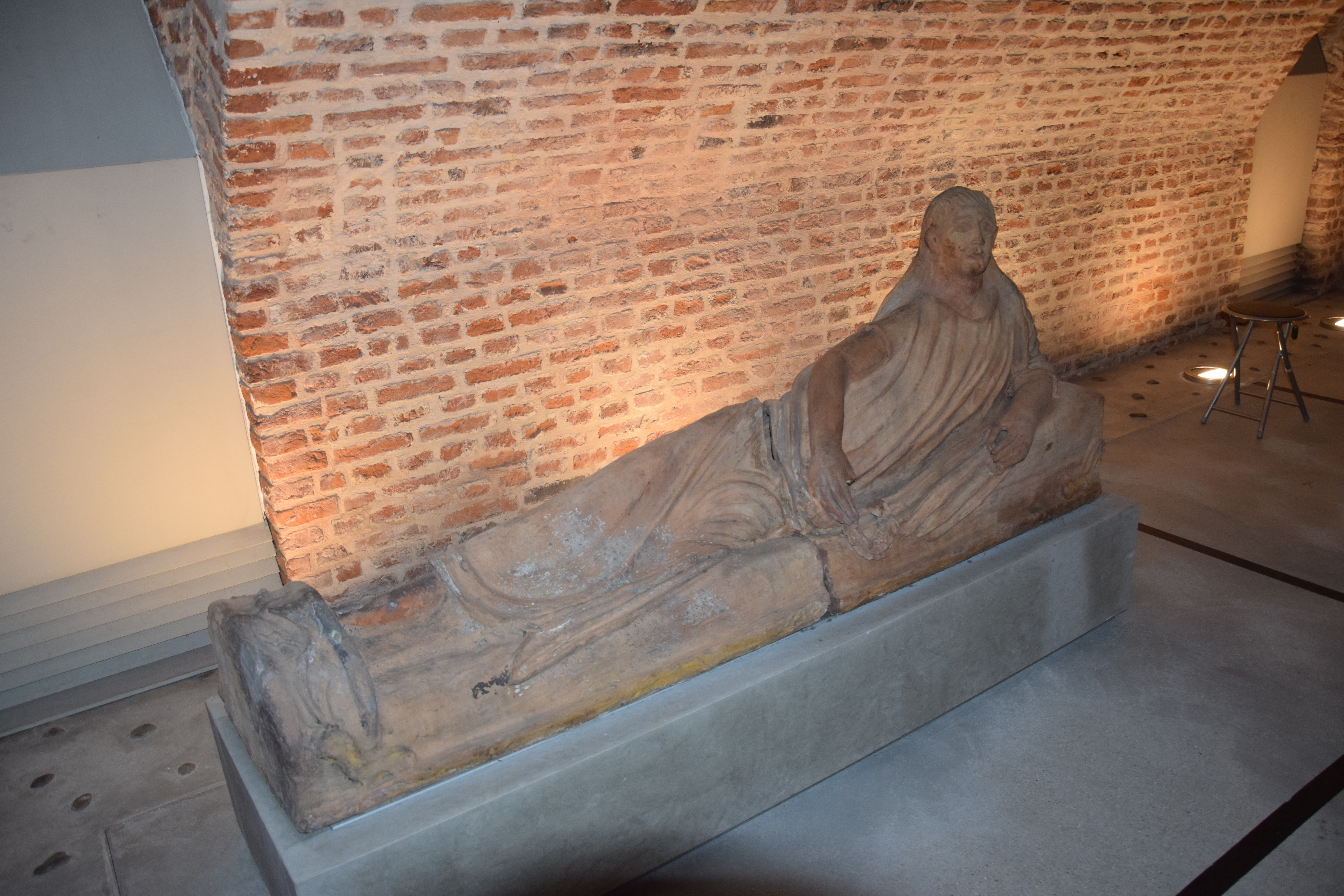
Collection étrusque
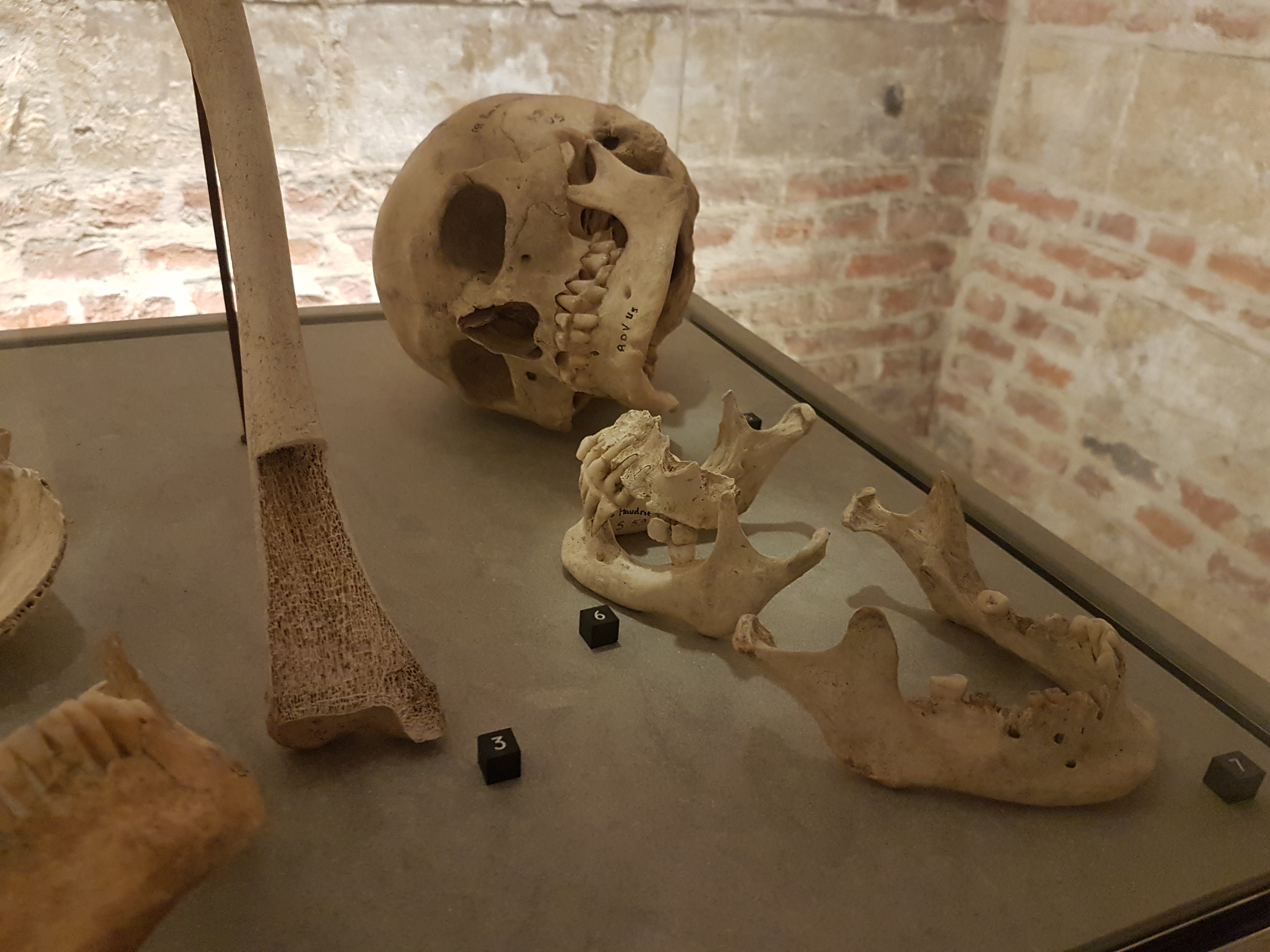
Ostéo-archéologie
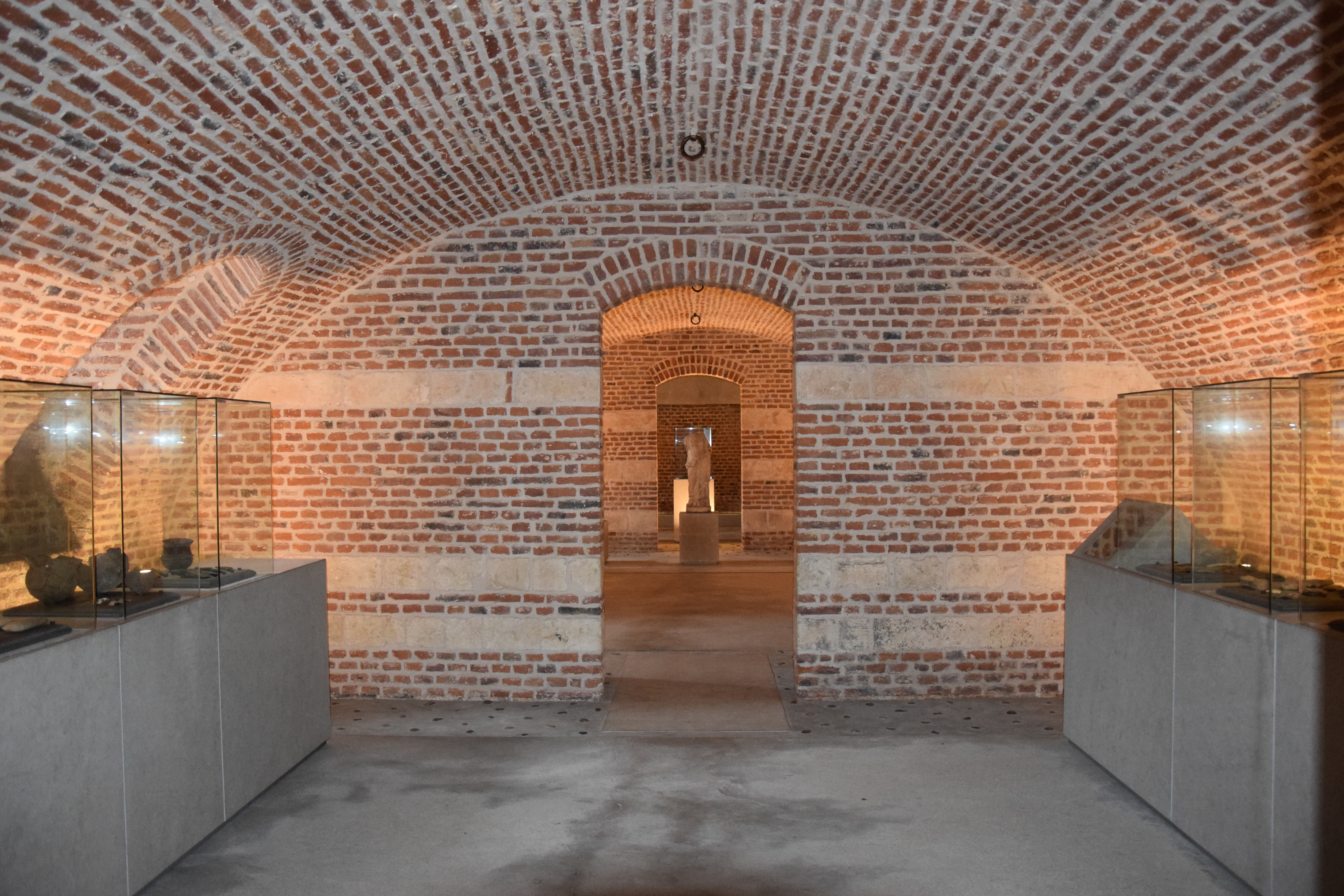
Archéologie du Cambrésis

### Département patrimoine deCambrai.
Celle-ci permet aux visiteurs de s'immerger dans l'histoire de cette ville et de découvrir ses évolutions du XIIème au XVIIIème siècle. Elle montre des objets et restes architecturaux qui témoignent de la richesse et de l'importance historique de Cambrai.
Dans ce parcours, le premier espace présente à des éléments anciens de l'architecture de Cambrai. C'est le cas d'éléments anciens des églises du Cambrésis, comme l'ancienne cathédrale de Cambrai ou l'église d'Honnecourt. Trois statues colonnes, provenant probablement de l'ancienne église Saint Géry, sont les éléments les plus importants de cet espace. Tous ces éléments sont des témoins de la ville de Cambrai à l'époque romane, avant l'incendie qui ravagea la ville au XIIe siècle. De cette période provient une étonnante représentation de Pyrame et Thisbé
Le second espace de ce département est consacré à l'ancienne cathédrale de la ville surnommée la "merveille des Pays-Bas". Elle permet d'évoquer cette architecture mais aussi, à travers des portraits, certains évêques important de Cambrai comme Fénelon ou Van der Burch. Dans cet espace, sont conservés des sculptures en albâtre provenant de l'ancienne cathédrale.

Le troisième espace est consacré à la ville de Cambrai au XVIIIe siècle après son annexion par la France. Le char de procession des chanoinesses de Sainte-Aldegonde, datant du XVIIIème siècle, est  l'objet le plus spectaculaire de cet espace. Il était utilisé pour les processions de Sainte-Aldegonde à Maubeuge. Il s'agit d'une pièce unique dans les collections françaises, trace d'un patrimoine éphémère aujourd'hui disparu. La prise de Cambrai par Louis XIV en 1677 par van der Meulen illustre cet épisode majeur de l'histoire de Cambrai.

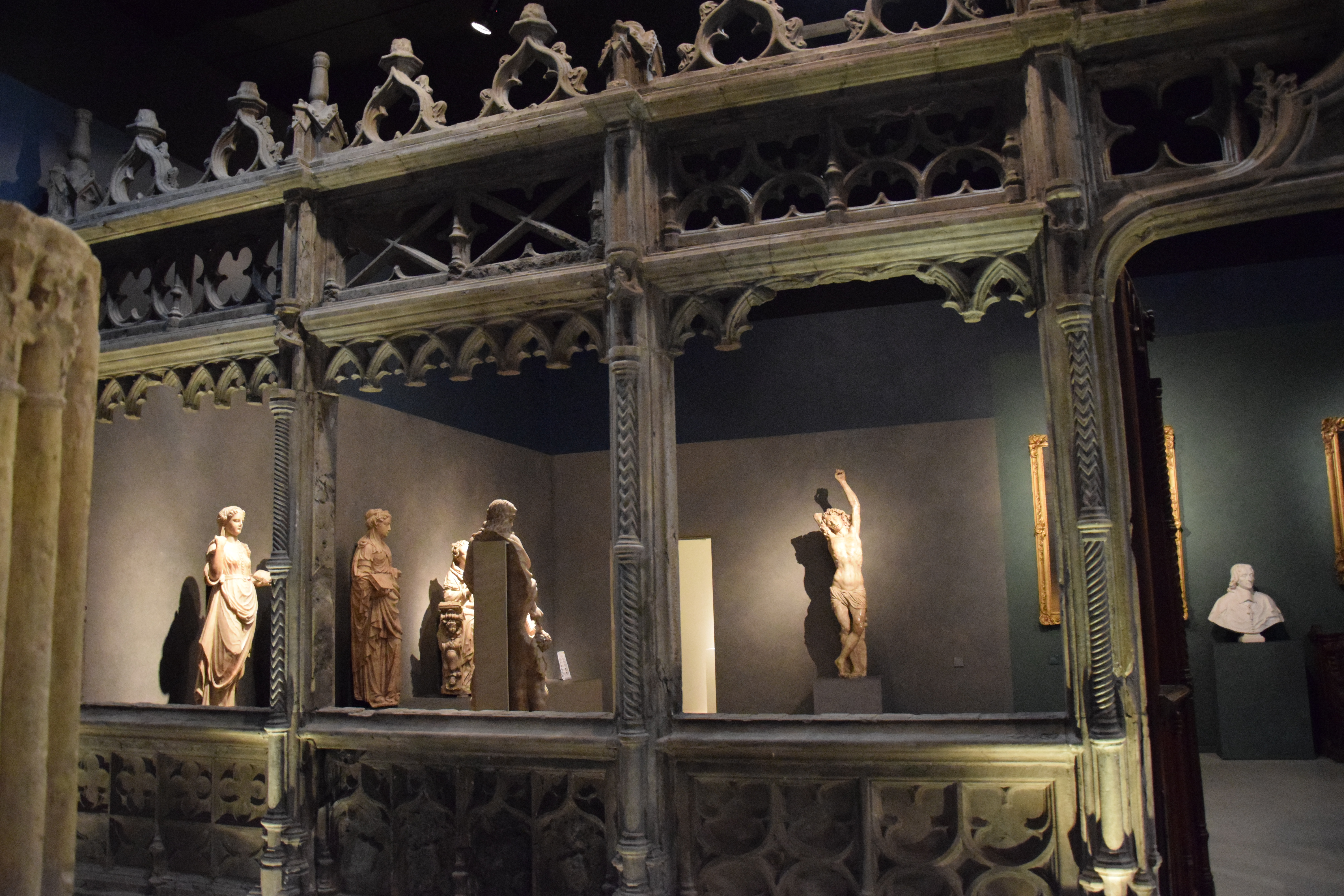
Sculptures provenant d'anciennes églises de Cambrai
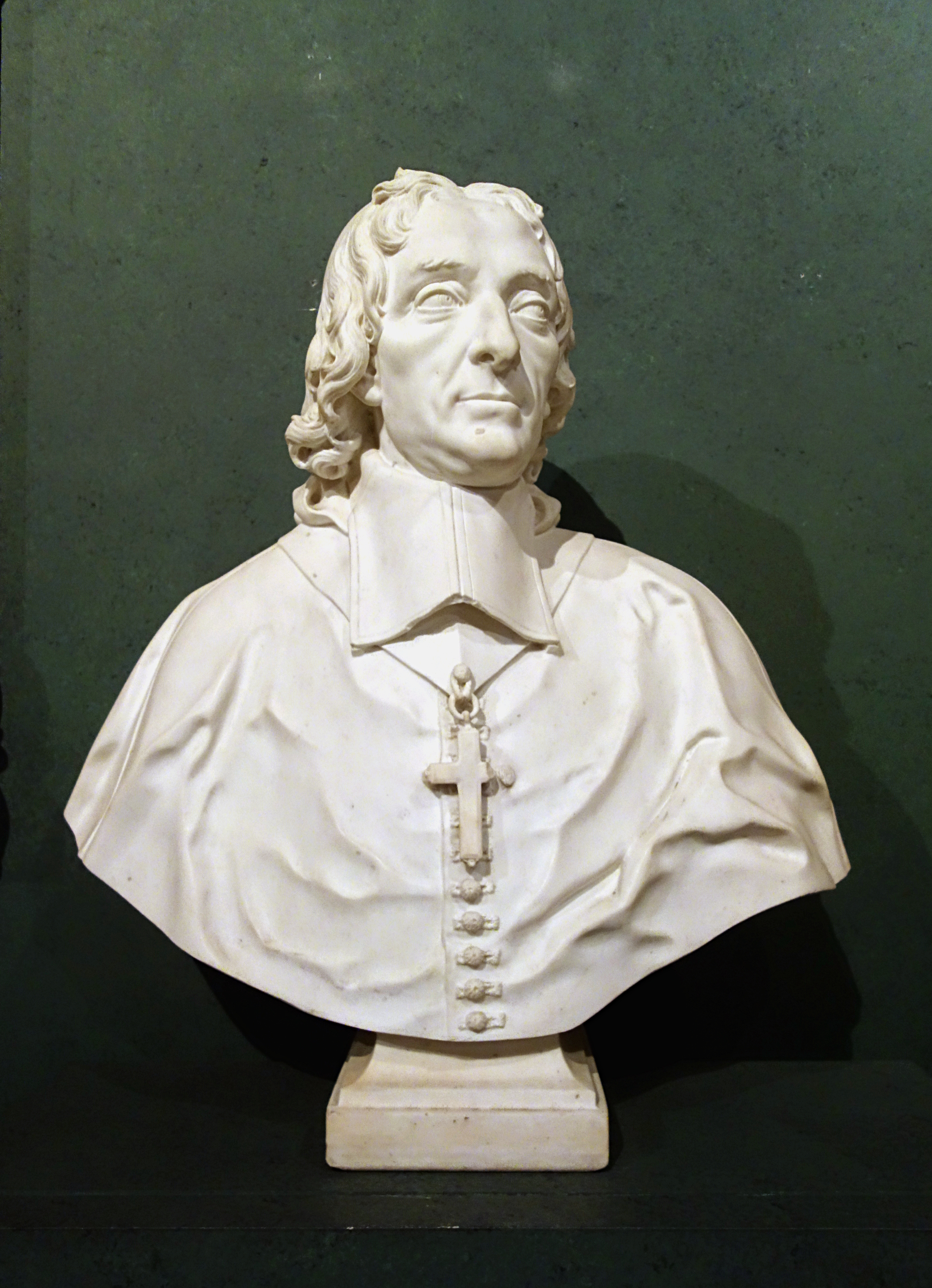
Buste de Fénelon
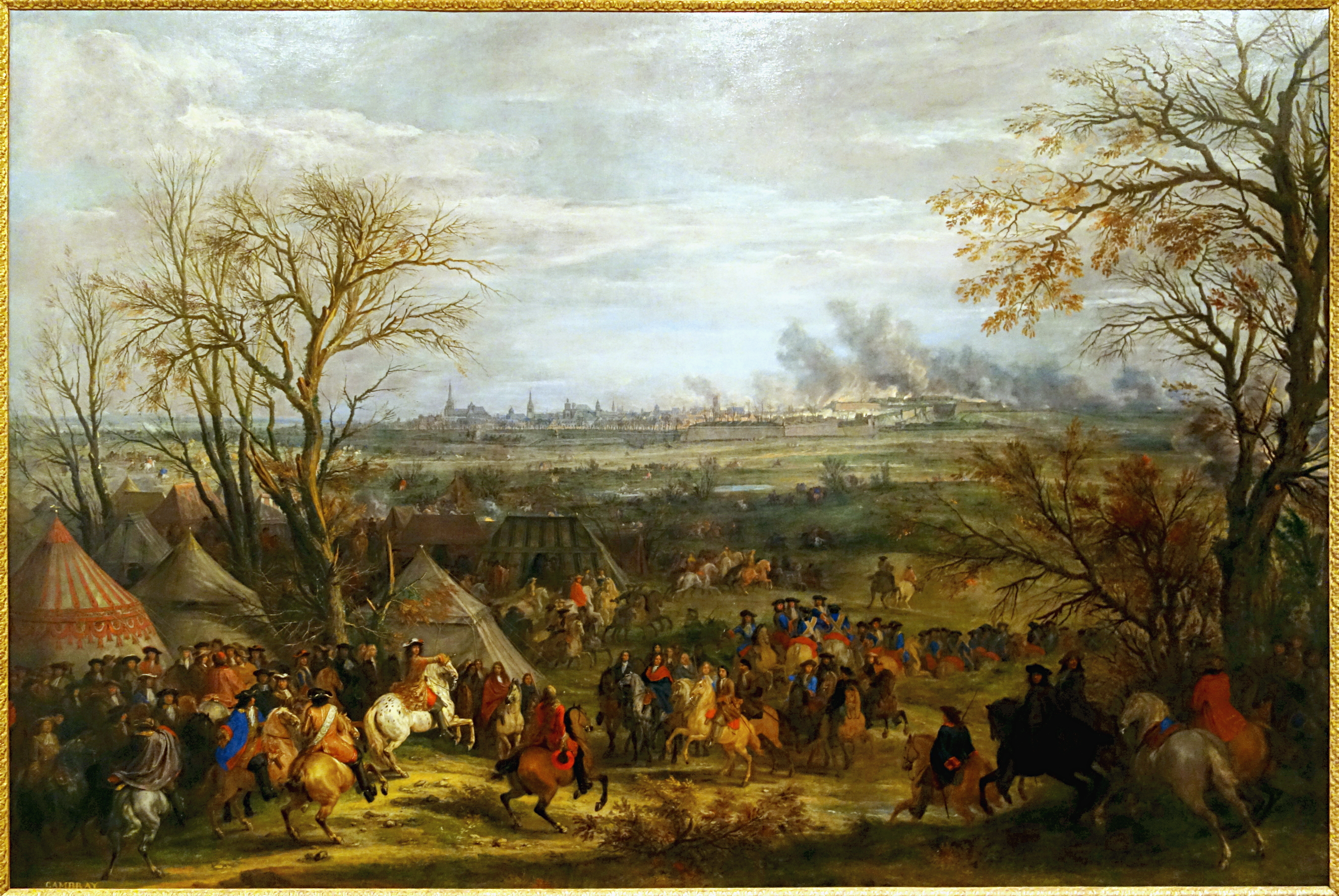
Van der Meulen, La prise de Cambrai, 1677
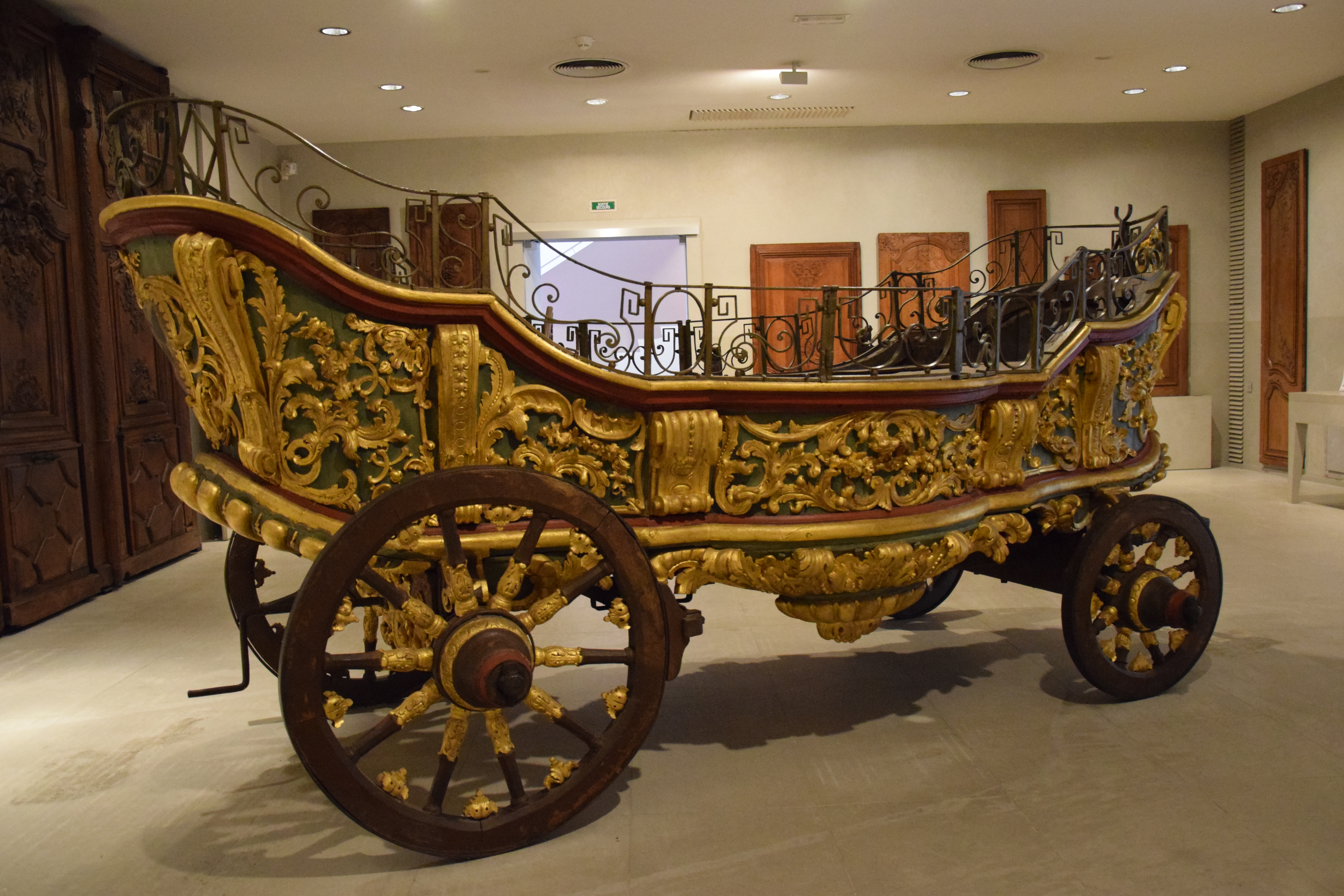
Char de procession de sainte Aldegonde

### Département Beaux-arts et art moderne.
Cette section, présentant des œuvres du XVIe au XXIe siècle, a été rénovée en 2018 afin de mettre en lumière la thématique du corps dans les collections. Elle prend place dans l'hôtel particulier dont les décors sont encore visibles. Elle présente des peintres flamands et hollandais du XVIIe siècle dont David Teniers le Jeune, Theodore Rombouts, Joos de Momper, Frans Franken, Bartholomeus van der Helst, Adam Frans van der Meulen et artistes des XIXe siècle et XXe siècle, parmi lesquels on peut citer Dominique Ingres, Théodore Chassériau, Eugène Boudin, Camille Claudel, Auguste Rodin, Antoine Bourdelle, François Pompon, Auguste Herbin, Maurice Utrillo, Kees van Dongen, Sonia Delaunay, Suzanne Valadon, Victor Vasarely, Henri-Eugène Le Sidaner, Geneviève Claisse, Jean Signovert, Guy de Lussigny, etc.

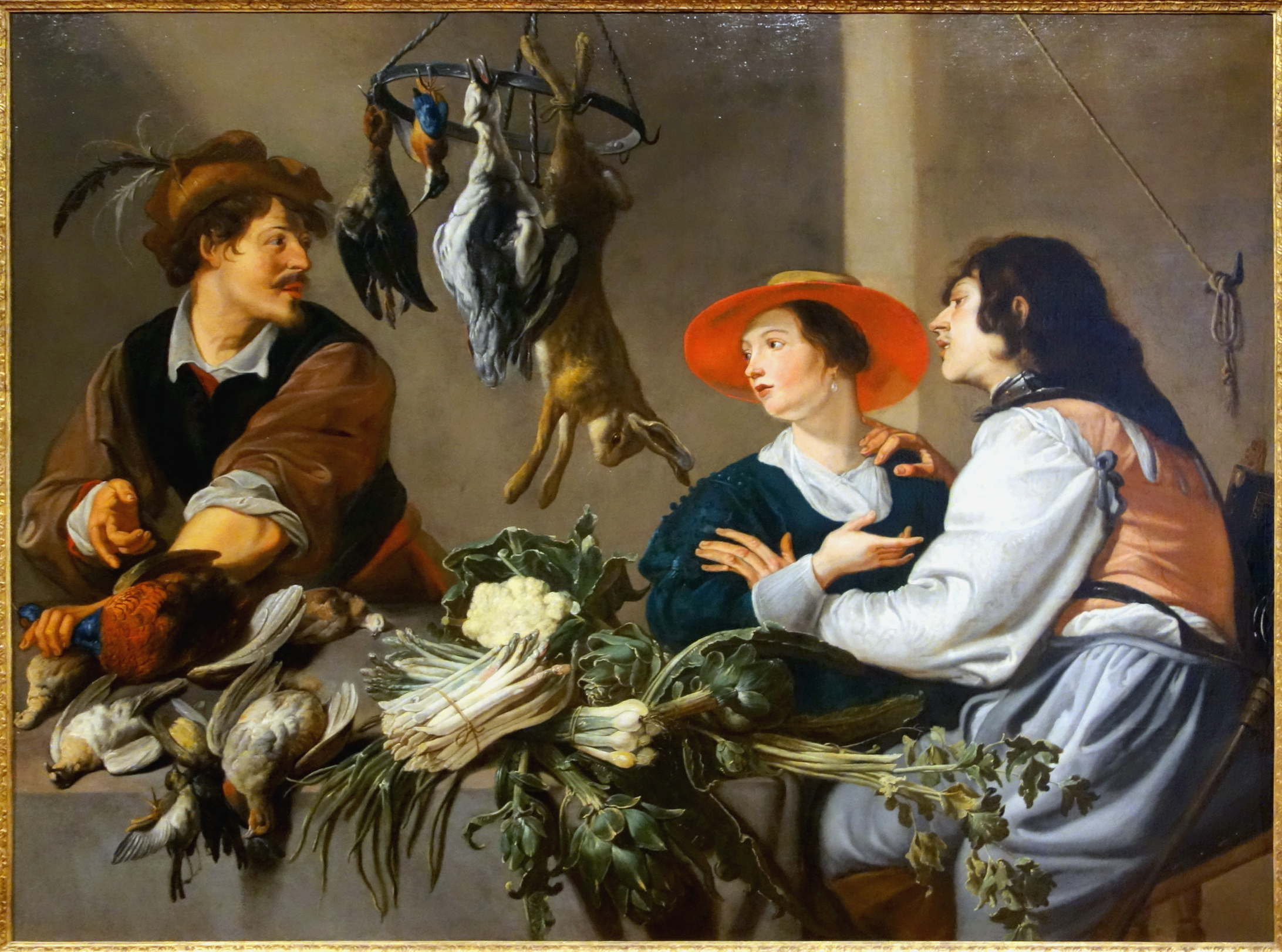
Theodore Rombouts, Le marchand de gibiers et de légumes, XVIIe siècle
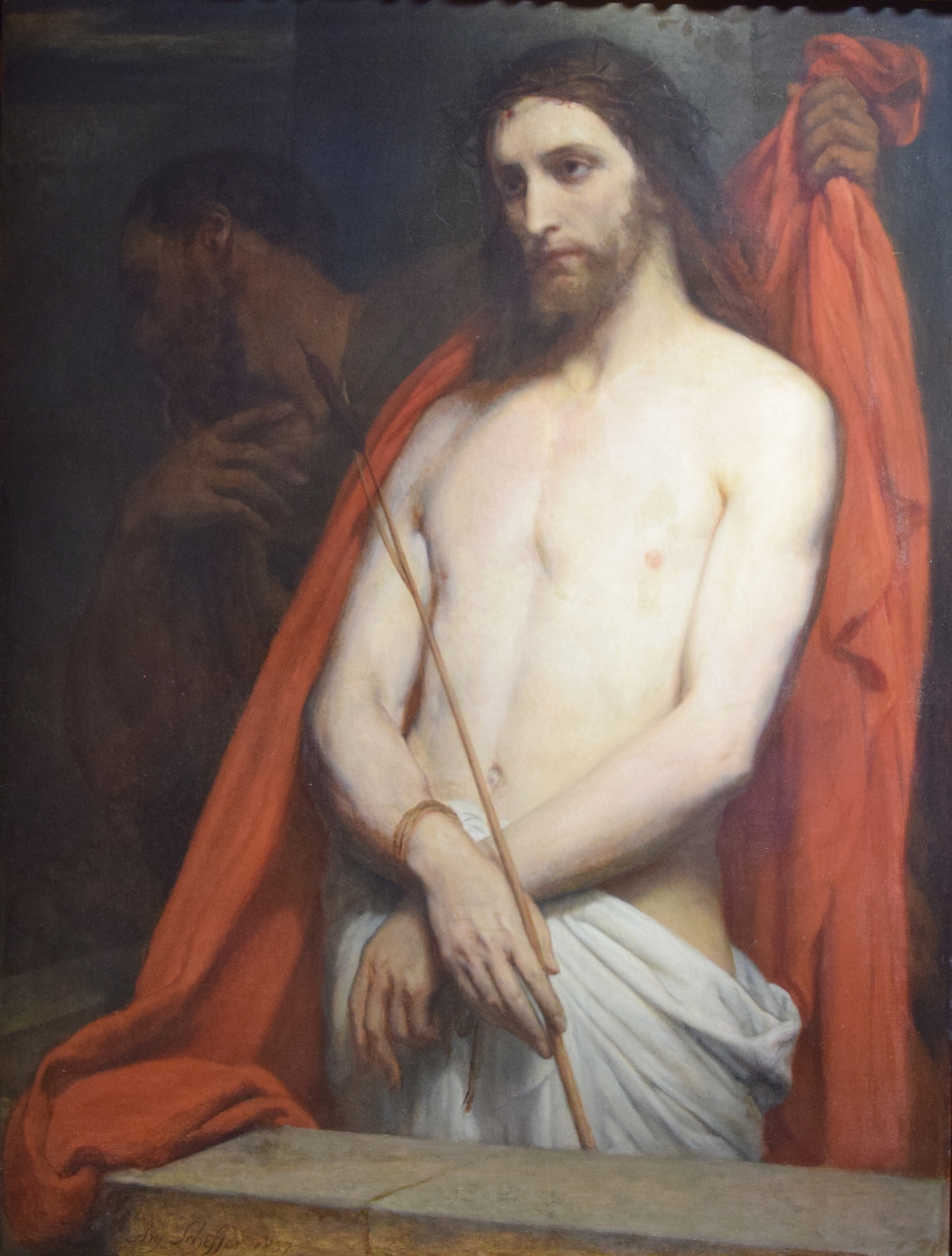
Ary Scheffer, Le Christ au roseau, 1857
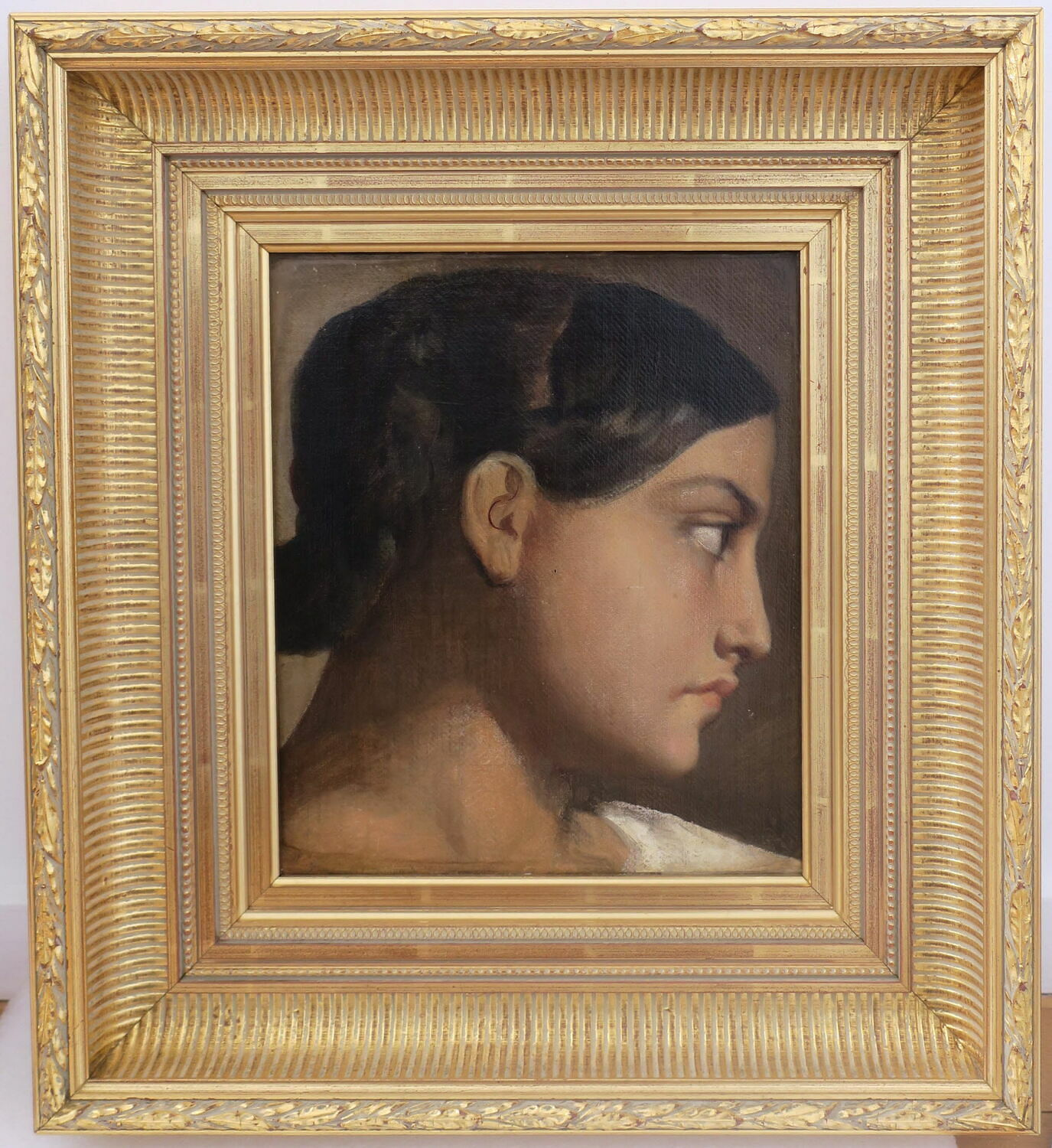
Théodore Chassériau, Tête de femme italienne de profil,  1840
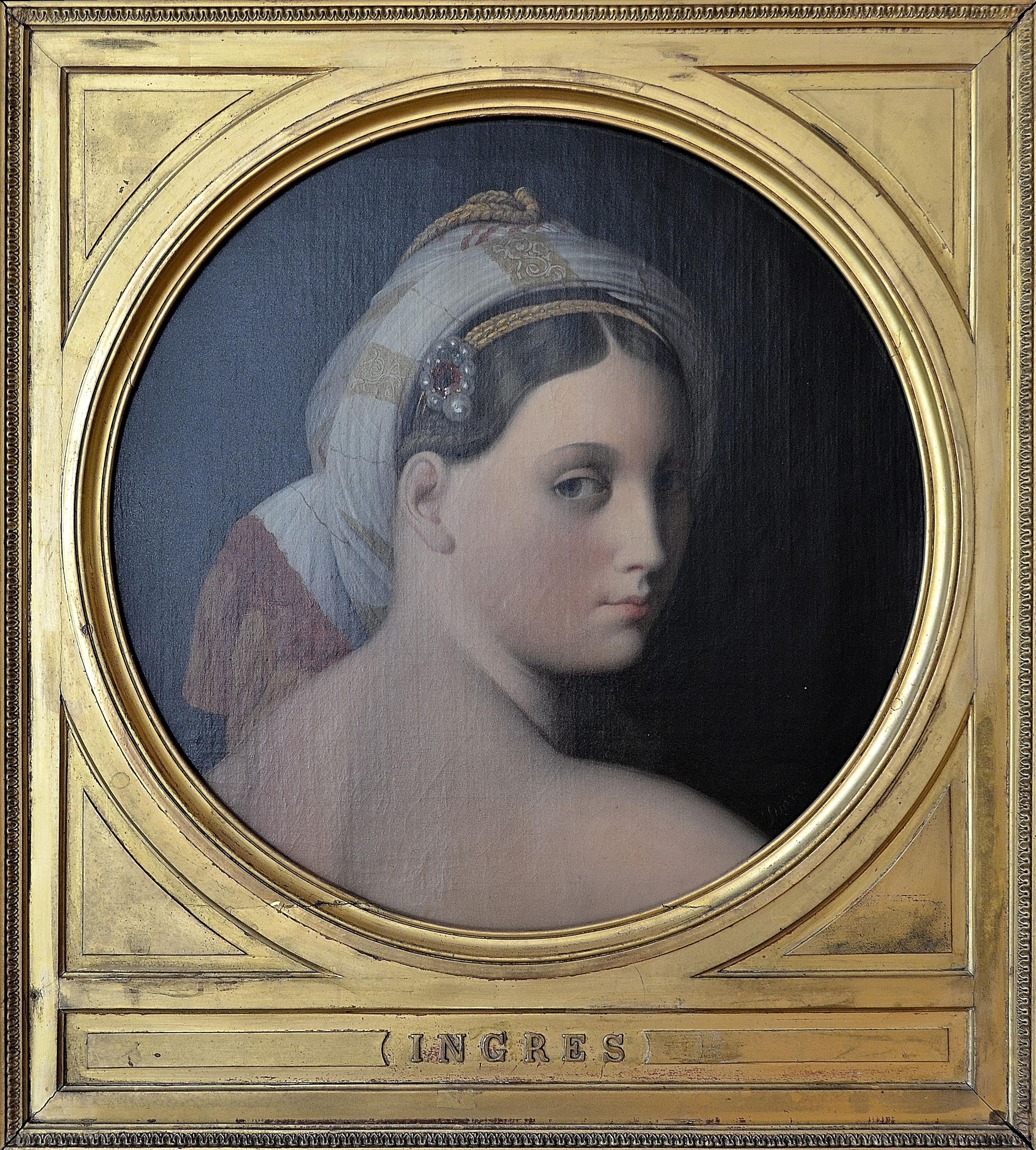
Jean Auguste Dominique Ingres, Tête de la grande odalisque couchée, 1814
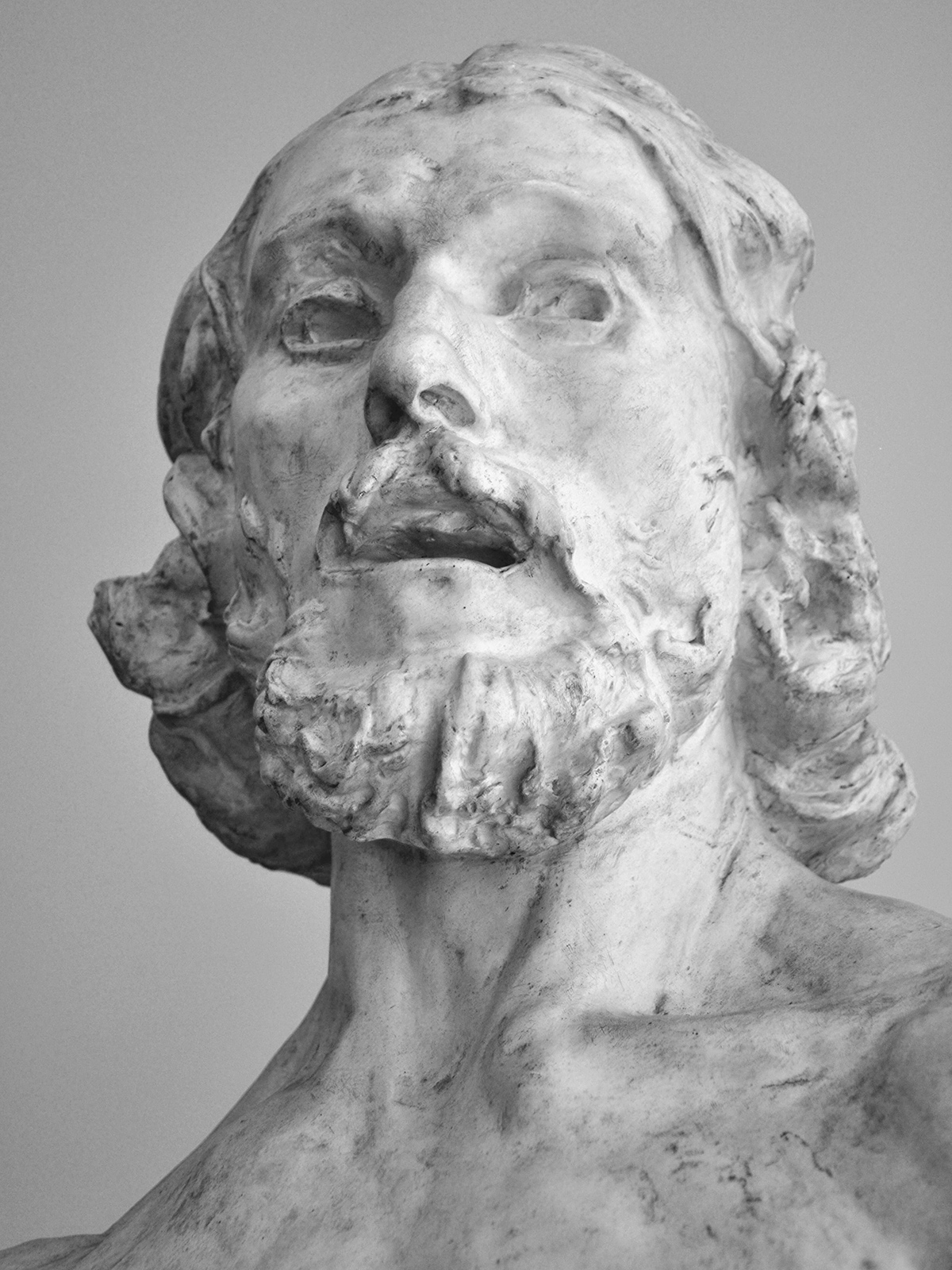
Auguste Rodin, Saint Jean-Baptiste, 1879

## Collections du Musée

### Les collections d'abstraction géométrique
Le musée de Cambrai possède environ 1500 œuvres d'abstraction géométrique (peintures, sculptures, arts graphiques...). Cette collection permet de présenter ce courant et ses évolutions entre les années 1920 et les années 2010. Cette importante collection trouve son origine dans une exposition consacrée à Herbin en 1980. Les premières œuvres abstraites du musée sont des productions d'artistes importants nés dans le Cambrésis, comme Auguste Herbin et Geneviève Claisse.Par la suite, d'autres expositions sont présentées avec l'aide de la galerie Denise René.
Dans les années 2000, plusieurs grandes donations permettent le développement de cette collection, qui dépasse les frontières nationales. Celles-ci permettent d'intégrer aux collections du musée des œuvres de Marie-Thérèse Vacossin, Guy de Lusigny ou de Jean Dewasne. Cette collection est une particularité du Musée de Cambrai dans le paysage muséal français.

### Les collections d'arts graphiques
Le musée possède une importante collection d'arts graphiques. Peu montrée pour des raisons de conservations, elle contient des dessins, des esquisses préparatoires d'œuvres, des gravures mais aussi le fonds de l'architecte Henri de Barralle ayant mené de nombreux projets de construction dans le Cambrésis. Le musée possède, de même, des documents et dessins permettant de connaître l'histoire de la ville.

### Quelques œuvres...
Les collections du musée sont accessibles en grande partie sur la base de données Musenor, commune aux musées des Hauts de France.

#### Peinture
- Atelier d'Hyacinthe Rigaud, Portrait de Louis XIV, XVIIe siècle, huile sur toile.
- Jan Miel, Enée et Didon à la chasse, XVIIe siècle, huile sur toile.
- Jean-Auguste-Dominique Ingres, Tête de la grande odalisque couchée, XIXe siècle, huile sur toile.
- Jules Alexis Muenier, Le bréviaire, la retraite de l'aumônier, 1866.
- Carolus-Duran, Portrait en pied de la marquise d'Anforti, 1873, huile sur toile.
- Louis Marie De Schryver, Le Marchand de quatre saisons.
- Suzanne Valadon, Madame Lévy, 1922, huile sur toile.
- Kees van Dongen, Madame Jeanne Mathis, 1968, huile sur toile.
- Henri Malvaux, Paysage, XXe siècle, huile sur toile.
- Clémentine Hélène Dufau, Portrait de la comtesse Anna de Noailles, 1914, huile sur toile.Jean-Baptiste Carpeaux, Jeune Fille à la coquille (1864).

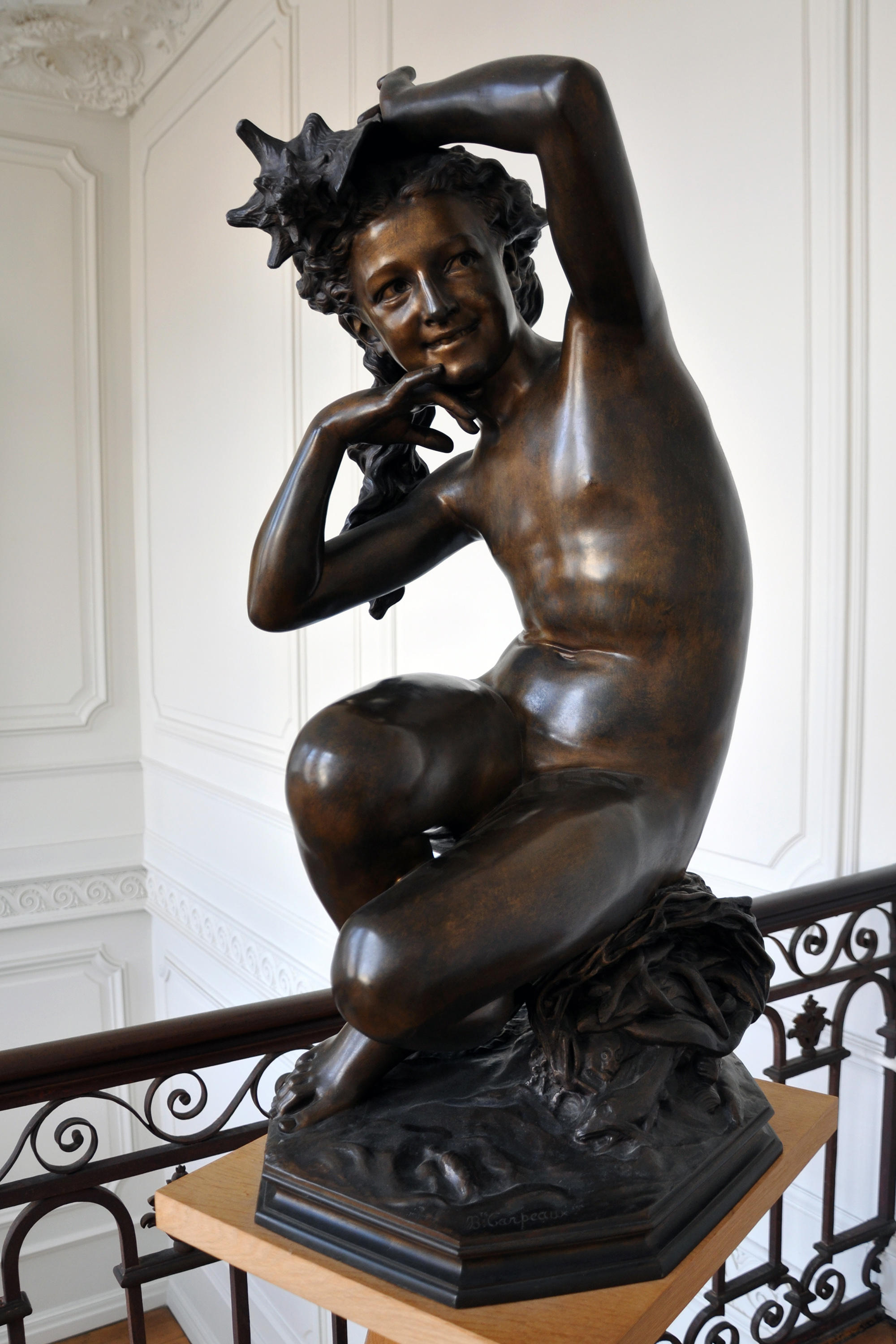
Jean-Baptiste Carpeaux, Jeune Fille à la coquille (1864).

- Henri Le Sidaner, Les Volets clos, Gerberoy, 1935, huile sur bois.

#### Sculpture
- Théophile Bra, Pierre de Francqueville, sculpteur d'Henri IV, 1825, buste en marbre blanc.
- Jean-Baptiste Carpeaux, Jeune Fille à la coquille, 1864, statue en bronze.
- Nestor Carlier, Le miroir, 1897.
- Auguste Rodin, Saint Jean-Baptiste prêchant ou l'Homme du désert, 1879, statue en plâtre.
- Auguste Rodin, Victor Hugo, 1883, buste en plâtre.
- Camille Claudel, L'abandon, 1905.
- Antoine Bourdelle, Buste d'Anatole France, début du XXe siècle.
- François Pompon, Ours blanc, XXe siècle.

## Expositions temporaires
Le musée organise régulièrement des expositions temporaires qui permettent de présenter la diversité des collections
- Eté 2019 : Antoine Villard (1867-1934), un Indépendant au service de l’art
- Hiver 2019-2020 : Regarder les nuages : pour une histoire de l’art du paysage. Choix dans les collections du musée
- Hiver 2020-2021 : Lignes et couleurs. Abstraction géométrique des années 80. Acquisitions 2010-2020
- Eté 2022 : Robert Lotiron (1886-1966). L’œuvre gravé et lithographié
- Printemps 2023 :  Les Cadet-Roussel du musée des beaux-arts
- Eté 2023 : S'est-on déjà brulé ? la lumière comme progrès technique et exposition pour enfants Haut en couleur
- Hiver 2023-2024 : Mystérieuse archéologie[30]

## Programmation
Le musée possède un service des publics participe à diverses opérations : Journées Européenne du patrimoine, Février des Sciences... Il organise annuellement un festival jeune public « Ça c’est de l’art »